# Hansi Kürsch
Hansi Kürsch właściwie Hans Jürgen Kürsch (ur. 10 sierpnia 1966 w Lank-Latum) – niemiecki muzyk, wokalista i autor tekstów, znany przede wszystkim z występów w zespole Blind Guardian. Wraz z amerykańskim gitarzystą Jonem Schafferem współtworzy także zespół Demons & Wizards. Muzyk gościł ponadto na płytach m.in. takich zespołów jak: Gamma Ray, Grave Digger, Iron Savior, Edguy, Therion, Rage, Angra, czy Ayreon.
Kürsch uchodzi za duchowego lidera Blind Guardian, zafascynowanego fantastyką, m.in. twórczością Johna R.R. Tolkiena i Stephena Kinga. Początkowo w zespole grał także na gitarze basowej. W 1997 roku jego obowiązki przejął muzyk sesyjny - Oliver Holzwarth. Utwory Kürscha charakteryzują się zwykle zastosowaniem overdubbingu. Partie wokalne nagrywane są przez jedną osobę w wielu wersjach, po czym nakłada się je na siebie. Technikę tę stosował także m.in. Freddie Mercury, którego Kürsch jest wielkim fanem. Połączenie overdubbingu z bardzo szeroką skalą głosu Niemca sprawia, że jego nagrania do złudzenia przypominają śpiew chóru.
Hansi Kürsch jest żonaty, ma syna Jonasa. 

## Dyskografia
Gościnnie
- Gamma Ray – Land of the Free – „Farewell” (1994)
- Grave Digger – Tunes of War (1996, chórki)
- Nepal – Manifiesto – „Besando La Tierra”, „Estadio Chico” (1997)
- Iron Savior – Iron Savior – „For the World” (1997)
- Edguy – Vain Glory Opera – „Out of Control”, „Vain Glory Opera” (1998)
- Grave Digger – Excalibur (1999, tylko chórki)
- Therion – Deggial – „Flesh of the Gods” (2000)
- Rage – Unity (2002, tylko chórki)
- Angra – Temple of Shadows – „Winds of Destination” (2004)
- Nuclear Blast AllStars – Into The Light – „Slaves To The Desert” (2007)
- Ayreon – 01011001 (2008)
- Dreamtone & Iris Mavraki's Neverland – Reversing Time – „To Lose The Sun” (2008)
- Van Canto – Hero – „Take to the Sky” (2008)
- Aneurysm – Shades – „Reflection” (2008)
- Heaven Shall Burn – Veto – „Valhalla” (2013)[10]
- The Unguided – Deathwalker – „Fragile Immortality” (2014)
- Powerwolf - Call of the Wild (2022)